# San José de Salamanca
San José de Salamanca es una localidad rural situada en el municipio de Jaumave en el estado mexicano de Tamaulipas. De acuerdo al censo del año 2020, la localidad tiene un total de 233 habitantes.

## Localización
San José de Salamanca se encuentra dentro del municipio de Jaumave, en las coordenadas 23°27′55″N 99°18′09″O / 23.46528, -99.30250, está a una altura media de 620 metros sobre el nivel del mar.

## Demografía
De acuerdo al censo del año 2020, San José de Salamanca tiene 233 habitantes de los cuales 107 son mujeres y 126 son hombres. En 2020 había 132 personas de entre 15 a 64 años de edad. El 10 por ciento de la población es analfabeta, el grado promedio de escolaridad es de 6.35.
| Gráfica de evolución de San José de Salamanca entre 2005 y 2020 |
|                                                                 |
| Instituto Nacional de Estadística y Geografía                   |

### Actividad económica
La principal actividad económica de la localidad es la agricultura. También cuenta con las siguientes actividades económicas: Cría y explotación de animales, corte y/o siembra de árboles, entre otras.